# One More Light
One More Light (с англ. — «Ещё один огонёк») — седьмой студийный альбом американской мультиплатиновой рок-группы Linkin Park, вышедший 19 мая 2017 года на лейблах Warner Bros. Records и Machine Shop Recordings. Альбом сильно отличается от предшествующего The Hunting Party — One More Light не содержит тяжёлых гитарных риффов и записан в жанрах поп и поп-рок.
Первым синглом с альбома является трек «Heavy», вышедший 16 февраля 2017 года, 9 марта на официальном YouTube-канале группы появился официальный видеоклип. Группа также выпустила несколько промосинглов — «Battle Symphony», «Good Goodbye» и «Invisible». На каждый из синглов было выпущено лирик-видео, 5 мая в сеть был выложен официальный клип на песню «Good Goodbye».
В записи альбома участвовали такие музыканты, как Kiiara (вокал в «Heavy»), Pusha T и Stormzy (оба перечисленных музыканта исполнили куплеты в «Good Goodbye»).
Это также последний альбом группы, в записи которого приняли участие двое её давних участников: со-ведущий вокалист Честер Беннингтон, который покончил жизнь самоубийством, повесившись через два месяца после выхода альбома, и барабанщик и соучредитель группы Роб Бурдон, который решил не возвращаться для воссоединения в 2024 году.

## История создания

### Предыстория
Предыдущим альбомом группы был The Hunting Party, который вышел летом 2014 года. В ноябре 2015 года группа начала работать над записью седьмого альбома. В сентябре 2016 года ведущий вокалист группы Честер Беннингтон заявил: «У нас есть много хорошего материала, которого, я надеюсь, хватит, чтобы бросить вызов нашим поклонникам». В начале 2017 года во время пресс-конференции Майк Шинода сказал, что новый альбом будет звучать отлично от предыдущих работ группы: «Вы должны ожидать неожиданного».

### Синглы и промосинглы
16 февраля 2017 года группа выпустила первый сингл нового альбома «Heavy». Этот сингл стал первой песней группы с женским вокалом — в записи приняла участие певица Kiiara. Первый промосингл под названием «Battle Symphony» вышел 16 марта 2017 года. Второй промосингл, получивший название «Good Goodbye», вышел 13 апреля 2017 года. В его записи приняли участие американский рэпер Pusha T и английский хип-хоп исполнитель Stormzy. 10 мая 2017 года вышел третий промосингл «Invisible». 25 июля 2017 года вышел в свет сингл «Talking to Myself». Это был первый сингл, вышедший после смерти Честера Беннингтона. 3 октября 2017 года группа выпускает последний сингл «One More Light».

## Музыкальный стиль
Альбом записан в стилях поп-рок, поп и электропоп (предыдущий альбом The Hunting Party характеризовался возвращением группы к своему старому стилю — он был записан в стилях альтернативный метал и ню-метал). Песня «Good Goodbye» записана в стилях рэп-рок, как и некоторые треки с альбома Living Things, «Talking to Myself» содержит в себе элементы синти-попа и электроник-рока.

## Критика
| Совокупная оценка       | Совокупная оценка |
| Источник                | Оценка            |
| ----------------------- | ----------------- |
| Metacritic              | 46/100            |
| Оценки критиков         |                   |
| Источник                | Оценка            |
| AllMusic                | [ 19 ]            |
| Altwire.net             | A                 |
| Classic Rock Magazine   | [ 21 ]            |
| London Evening Standard | [ 22 ]            |
| NME                     | [ 23 ]            |
| Rock Sound              | 6/10              |
| Newsday                 | B+                |
| Sputnikmusic            | 3.7/5             |

Альбом получил преимущественно негативные отзывы в прессе. На сайте Metacritic у альбома средний балл 46 из 100 на основе 7 отзывов, что указывает на «смешанные или средние» отзывы. NME раскритиковали качество альбома, дав ему оценку 1/5 и написав следующее: «Трудно критиковать отличную группу за то, что она попыталась сделать что-то иное. Проблема даже не в том, что это поп-альбом. Дело в том, что это слабый и надуманный коммерческий ход (возможно, чтобы конкурировать с такими группами, как Twenty One Pilots). Может быть, классические Linkin Park вернутся к восьмому альбому. Но кто-нибудь будет их слушать?». Team Rock критиковали отход от рок-звучания, заявив, что альбом «заставляет Эда Ширана звучать, как Extreme Noise Terror… С One More Light, Linkin Park помахали рукой на прощание рок-музыке». Newsday дали альбому оценку B + и похвалили новое направление группы, сравнив альбом с работами Coldplay и Owl City, подытожив: «One More Light демонстрирует, насколько хорошо Linkin Park поглотили нынешнюю поп-сцену и применили её к своей музыке, чтобы искренне отразить то, какими они являются сегодня, а не теми, кого хотят некоторые фанаты».

## Список композиций
| №   | Название                                       | Перевод названия        | Длительность |
| --- | ---------------------------------------------- | ----------------------- | ------------ |
| 1.  | «Nobody Can Save Me»                           | «Меня никто не спасет»  | 3:44         |
| 2.  | «Good Goodbye» (совместно с Pusha T и Stormzy) | «Простимся по-хорошему» | 3:31         |
| 3.  | «Talking to Myself»                            | «Говорю сам с собой»    | 3:51         |
| 4.  | «Battle Symphony»                              | «Симфония битвы»        | 3:36         |
| 5.  | «Invisible»                                    | «Невидимый»             | 3:34         |
| 6.  | «Heavy» (совместно с Kiiara)                   | «Тяжело»                | 2:49         |
| 7.  | «Sorry for Now»                                | «Пока что извинюсь»     | 3:23         |
| 8.  | «Halfway Right»                                | «Наполовину прав»       | 3:39         |
| 9.  | «One More Light»                               | «Ещё один огонёк»       | 4:15         |
| 10. | «Sharp Edges»                                  | «Острые края»           | 2:58         |

## Участники записи
Linkin Park
- Честер Беннингтон — вокал, бэк-вокал в «Invisible» и «Sorry for Now».
- Майк Шинода — вокал, клавишные, пианино
- Брэд Делсон — гитара, бэк-вокал (2, 3 и 5)
- Дэвид «Феникс» Фаррелл — бас-гитара, бэк-вокал (2, 3 и 5)
- Джо Хан — семплинг, программинг, бэк-вокал (2, 3 и 5)
- Роб Бурдон — ударные, перкуссия, бэк-вокал (2, 3 и 5)

Другие музыканты
- Kiiara — вокал в «Heavy»[5].
- Stormzy — вокал в «Good Goodbye».
- Pusha T — вокал в «Good Goodbye».